# معركة طبرق (1942)
معركة طبرق معروفة أيضًا باسم بالاستيلاء على محور طبرق وسقوط طبرق و معركة طبرق الثانية (17-21 يونيو 1942) جزءًا من حملة الصحراء الغربية في ليبيا خلال الحرب العالمية الثانية.

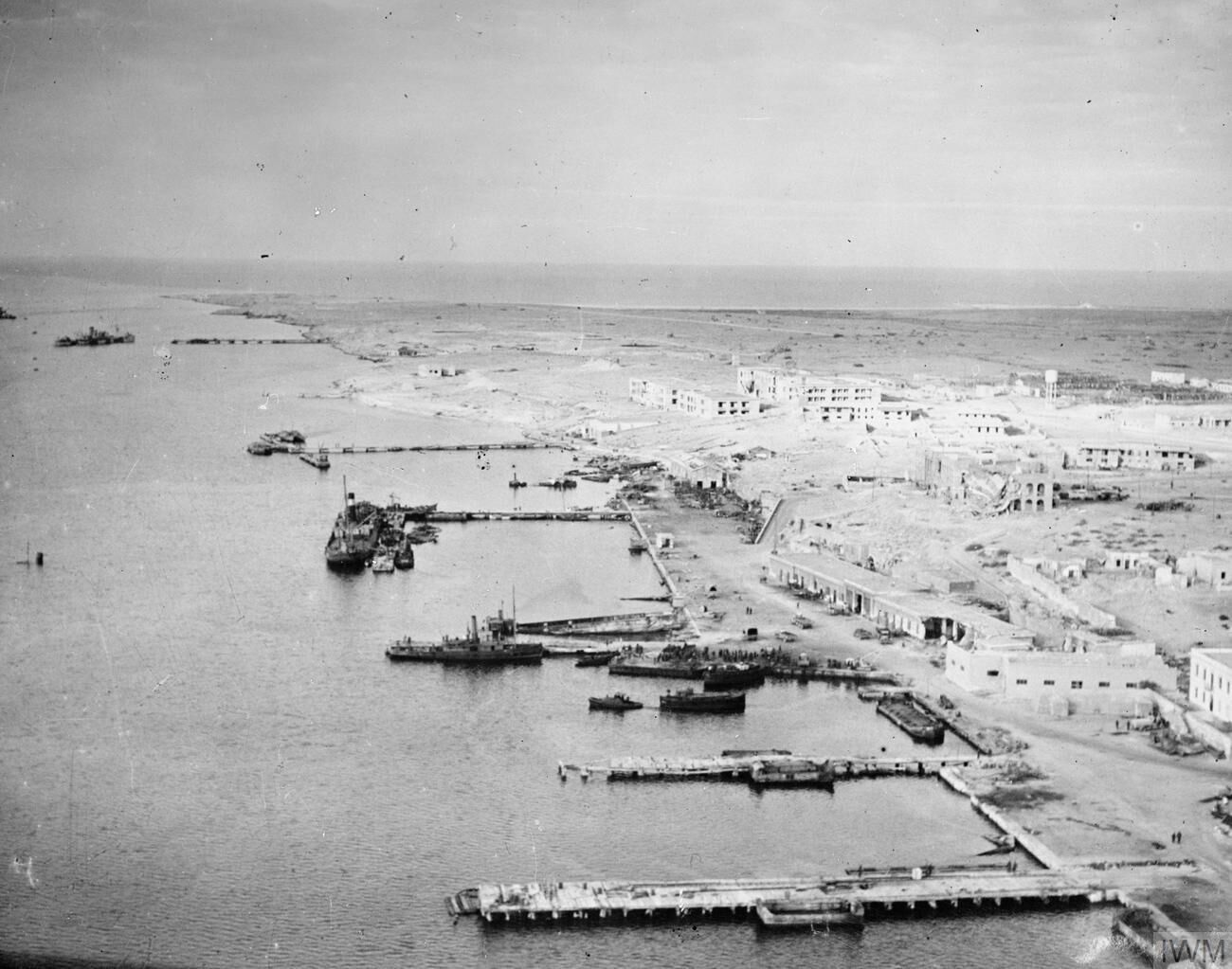
صورة جوية لميناء طبرق أثناء حصار عام 1941

### المجلات
- Horn، Karen؛ Katz، David (2016). "The Surrender of Tobruk in 1942: Press Reports and Soldiers' Memories". Scientia Militaria. ج. 44 ع. 1: 190–208. DOI:10.5787/44-1-1167. مؤرشف من الأصل في 2023-10-29. اطلع عليه بتاريخ 2019-11-10.

## روابط خارجية
- هانسارد: الاتجاه المركزي للحرب. مناقشة مجلس العموم 2 يوليو 1942
- حصار طبرق 17-21 يونيو 1942
- سقوط طبرق (نشرة إخبارية ألمانية)